# Correspondance entre formats ouverts et formats fermés
 (août 2012).
- Si vous ne connaissez pas le sujet, laissez ce bandeau (vous pouvez alors contacter les auteurs).
- Si vous supprimez le contenu mis en cause (vous pouvez préalablement contacter les auteurs),

argumentez précisément cette suppression dans la page de discussion
(un manque de référence n'est pas un argument ; une recherche réelle de référence doit avoir été effectuée, être formellement documentée).
Cet article est une liste référençant les correspondances ouvertes aux formats fermés. Les différents formats et leurs extensions courantes entre parenthèses sont divisés en plusieurs catégories.

## Formats

### Bureautique
| Fonctionnalité                      | Format fermé | Format ouvert |
| ----------------------------------- | --- | --- |
| Texte formaté                       | - Document Microsoft Word (.doc) - Document Apple Pages (.pages) - Document WordPerfect (.wpd, .wp, .wp4, .wp5, .wp6, .wp7)                                                                      | - Texte formaté OpenDocument (.odt) - Texte formaté Office Open XML (.docx) - Rich Text Format (.rtf) - Texte formaté AbiWord (.abw) - TeX (.tex) - Comma Separated Values (.csv) |
| Tableur                             | - Document Microsoft Excel (.xls) - Document Apple Numbers (.numbers) | - Tableur OpenDocument (.ods) - Tableur Office Open XML (.xlsx) - Comma Separated Values (.csv)                                                                                   |
| Présentation                        | - Document Microsoft PowerPoint (.pps, .ppt) - Document Keynote (.key) | - Présentation OpenDocument (.odp) - Présentation Office Open XML (pptx) |
| Diagramme                           | - Document Microsoft Office Visio (.vsd, .vsdx) | - Diagramme OpenDocument (.odc) |
| Base de données                     | - Document Microsoft Access (.mdb) | - Base de données OpenDocument (.odb) |
| Publication assistée par ordinateur | - Document Microsoft Publisher (.pub) - Document Adobe InDesign (.indd) - Document Adobe PageMaker (.pmd) - Document QuarkXPress (.qxd, .qxp)                                                    | - Document Scribus (.sla) |
| Traitement et retouche d'image      | - PhotoShop Document (.psd) - Document Paint.NET (.pdn) - Document PhotoFiltre (.pfi) - Document Corel Paint Shop Pro (.psp) - Document Corel Painter (.rif) - Document Corel Photo-Paint (.cpt) | - XCF (.xcf) - OpenRaster (.ora) |

### Multimédia
| Fonctionnalité       | Format fermé | Format ouvert |
| -------------------- | --- | --- |
| Image                | - Tagged Image File Format (.tiff, .tif) | - BMP (.bmp) |
| Image compressée     | JPEG (.jpeg, .jpg) JPEG 2000 (.jp2, .j2c) | |
| Image web            | | - Portable Network Graphics (.png) - Multiple-image Network Graphics (.mng) - Graphics Interchange Format (.gif) - WebP (.webp) |
| Dessin vectoriel     | - Adobe Illustrator Artwork (.ai) - Document Adobe Freehand (.fh) - Document CorelDraw (.cdr) - WPG (.wpg) - Windows Metafile (.wmf) - Enhanced Metafile (.emf)               | - Scalable Vector Graphics (.svg) - Dessin OpenDocument (.odg) - Encapsulated PostScript (.eps)                                 |
| Audio sans perte     | | - Free Lossless Audio Codec (.ogg, .flac) - Waveform Audio File Format (.wav)                                                   |
| Audio avec perte     | - fichier Windows Media Audio (.wma) - Advanced Audio Coding (.aac) - RealAudio (.ra, .ram)                                                                                   | - MPEG-1/2 Audio Layer 3 (.mp3) - Vorbis (.ogg) - Speex (.ogg) - Musepack (.mpc) - Opus Interactive Audio Codec (.opus)         |
| Conteneur vidéo      | - Audio Video Interleave (.avi) - BivX (.avi) - Flash Video (.flv) - Quicktime ( .mov, .qt, .qt, .qtx, .qtr, .qt3) - Windows Media Video (.wmv) - RealMedia (.rm, .ram, .rpm) | - MP4 (.mp4) - Matroska (.mkv) - WebM (.webm) - Ogg Media (.ogm) - Ogg (.ogg)                                                   |
| Codec vidéo          | - Moving Picture Experts Group (.mpeg) - DivX (souvent .avi) | - Theora (.ogg) - XviD (souvent .avi) - VP9 (souvent .webm)                                                                     |
| Liste de lecture     | - ASX (.asx) - PLS (.pls) | - M3U (.m3u) - XSPF (.xspf) |
| Livre numérique      | - Amazon Kindle (.azw) | - EPUB (.epub) - FictionBook (.fb2)                                                                                             |
| Textures compressées | - S3TC/DXTC - PVRTC | - ETC2 - ASTC |

### Conception mécanique
| Fonctionnalité   | Format fermé                       | Format ouvert                                 |
| ---------------- | ---------------------------------- | --------------------------------------------- |
| Dessin technique | - DWG (.dwg)                       | - DXF (.dxf) - SHP (.shp) - Openraster (.ora) |
| Modèle 3D        | - SolidWorks - Proengineer - CATIA | - STEP (.step) - BLEND (.blend)               |

### Autre
| Fonctionnalité                 | Format fermé                                                  | Format ouvert |
| ------------------------------ | ------------------------------------------------------------- | --- |
| Langage de description de page |                                                               | - PostScript (.ps) - Portable Document Format (.pdf) - DVI (.dvi) - Printer Command Language (.pcl) - XML Paper Specification (.xps) |
| Fichier exécutable             | - Portable Executable File Format (.exe, .ocx, .dll, .cpl...) | - Executable and Linking Format (.elf)                                                                                               |
| Compression de données         | - RAR (.rar) - ACE (.ace)                                     | - Deflate - ZIP (.zip) - 7z (.7z) - gzip (.gz) - bzip2 (.bz2)                                                                        |
| Fichier RAW                    | de nombreux formats différents par fabricant d'appareil photo | - Digital Negative (.dng) |